# Superman
Superman egy kitalált szereplő, szuperhős a DC Comics képregényeiben. A kitalált szereplőt a kanadai rajzoló, Joe Shuster és az amerikai író, Jerry Siegel alkotta meg 1932-ben, és adta el az akkor még Detective Comics néven létező DC Comicsnak. Első megjelenése az Action Comics első számában volt 1938 júniusában. Superman a DC Comics és a képregényipar egyik legsikeresebb és legnépszerűbb kitalált szereplője lett, mely megalapozta a ma is ismert amerikai szuperhős képregények műfaját. Nemcsak a képregényekre, de a popkultúra más területeire is nagy befolyást gyakorolt.
Superman Kal-El néven látta meg a napvilágot Földtől távoli Krypton nevű bolygón. Világa azonban haldoklott, ezért apja az újszülött Kal-Elt egy űrhajóval kilőtte a világűrbe éppen azelőtt, hogy a Krypton felrobbant. A mentőhajó végül a Földön, Kansasban zuhant le, ahol egy farmer házaspár vette gondozásba a kis földönkívüli jövevényt és mint saját gyermeküket nevelték fel. Évekkel később a Földön Clark Kent néven felcseperedett fiúcska emberfeletti képességei révén, mint Superman az igazság és az emberiség védelmezőjévé vált.

## A szereplő
Superman, születési nevén Kal-El a Krypton bolygóról származik, amely egy kozmikus szerencsétlenségben megsemmisült. Apja, Jor-El az utolsó pillanatban a csecsemő Supermant egy űrhajóba tette és kilőtte a világűrbe. Az űrhajója a Föld bolygóba csapódott, ahol a gyermektelen Kent házaspár megtalálta és felnevelte (mint később kiderült, Jor-El választotta ki a családot fia számára). A szülei a Clark nevet adták neki. Mivel a szülőbolygóján sokkal elviselhetetlenebbek voltak az életkörülmények, az ottani élőlények alkalmazkodtak a nehéz életkörülményekhez. A Föld sokkal barátságosabb, mint a Krypton bolygó. Ezért Superman átlagos képességei itt a Földön természetfelettiek.
Az emberek előtt eltitkolták Clark szuperképességeit. Soha nem élt vissza óriási erejével.
Újságírónak állt, majd Metropolisba költözött. Itt ismerkedik meg Lois Lane-nel, egy csinos, fiatal újságíróval. Superman azt szeretné, ha Lane nem Őt, hanem Clark Kent-et szeretné. Mindvégig titokban tartja előtte igazi énjét.
Clark-nak azonban van egy gyenge pontja:a kryptonit, a szülőbolygójáról. Ha Superman a közelébe kerül, legyengül, sebezhetővé válik. A vörös kryptonit is hatással van rá: elveszti józan ítélőképességét, megszabadul gátlásaitól.
Fő ellensége, egykori jó barátja, a világuralomra törő Lex Luthor, a Luthorcorp vállalat tulajdonosa.

## Ereje, képességei
Superman rendkívüli, emberfeletti képességekkel bír. Gyorsabb egy repülő puskagolyónál, és képes átugrani hatalmas épületeket egyetlen elrugaszkodással. Erejét a Napból nyeri. Bőrét egyfajta vékony erőtér védi, mely áthatolhatatlan, és ennek köszönheti sebezhetetlenségét. Fénysebességgel képes repülni.
Rendelkezik röntgenlátással, hőlátással, melynek segítségével még az acélt is megolvasztja. Egy milliszekundum alatt képes eltűnni, teljes mértékben sebezhetetlen: legyen szó száguldó pisztolygolyóról, összeomló épületről vagy éppen több ezer Celsius-fokos hőmérsékletről. Elkapja a zuhanó repülőgépet, megállítja a több tonnás száguldó vonatot. Egyetlen gyengéje a kryptonit. Ha a közelébe kerül – és nincs a kő ólomdobozba zárva – hősünk olyan sebezhető lesz, mint bármelyik ember, sőt még gyengébb is.

### Ismert képességek
Superman sejtszerkezete sokkal sűrűbb, rugalmasabb és biológiai szempontból jóval ellenállóbb, mint a normál emberi szövet. Érdekes azonban, hogy a megerősödött sejttulajdonságai ellenére úgy tűnik, nem birtokol semmilyen szuperképességet. Anélkül hogy ki lenne téve az állandó napsugárzásnak, ereje teljes mértékben megfelelne egy közönséges ember erejének. Több olyan szervvel is rendelkezik, melyek funkciói máig nem ismeretesek és érthetőek, de vélhetőleg ezek nemcsak részei, hanem forrásai is biomátrix erőterének és aurájának. Superman a metahumán adottságok széles skálájával bír, és egyike jelenleg a Föld legerősebb lényeinek. Képességeinek sora rendkívül hosszú. Képes legyőzni a gravitációt, emberfeletti gyorsasággal mozogni, reakcióideje felfoghatatlanul gyors, amihez emberfeletti reflexek is párosulnak. Hatalmas tömegeket képes megmozgatni, közel sebezhetetlen hagyományos sérülésekkel szemben. Rendelkezik erőteljes energiakivetítési és érzékelési adottságokkal. Superman teste energiát raktároz a biocelluláris mátrixán belül, ami teste elektromágneses pajzsához kapcsolódik. Ez az energia táplálja Superman elektromagnetikus képességeit, mint amilyen a repülés, telekinézis, hőlátás, valamint kiegészíti fizikai erejét is (egy 12 000-es faktorral).
- Sebezhetetlenség: Superman közel sebezhetetlen azokkal a fegyverekkel szemben, melyeket az ember alkalmaz a hadviselésében és úgy gondolják, képes lenne túlélni egy közvetlen nukleáris csapást, egy tíz megatonnás robbanófejtől. (Egyszer mindenféle tartós károsodás nélkül átvészelte egy negyven megatonnás atombomba robbanását, aminek a központjában volt.) A Végítélet (Doomsday) elleni csatában Ő volt az egyetlen szuperlény, aki képes volt tartani magát ellene. A csata végére lerombolták Metropolisnak több mint a felét. Életben marad az atmoszférán kívül is, és nem mutatja oxigénhiány tüneteit, amennyiben elegendő levegőt tárol el saját forrásaiban. Több mint fél órán keresztül képes tevékenykedni levegő nélkül (amennyiben elegendő oxigénnel dúsítja fel a vérét, akkor egyetlen lélegzetvétellel, akár órákig kibírja). Az extrém hideg vagy meleg sincsen rá hatással, látták már a Nap fotoszférájának határán repülni – ahol a hőmérséklet átlag 10 000 000 Celsius – anélkül hogy bármi baja lett volna. Ez részben betudható annak a napenergia-visszacsatolásnak (feedback), ami a biomátrix pajzsát táplálja. (Egyik kalandja során szándékosan a Napba vetette magát, hogy az rendkívüli módon megnövelje erejét az előtte álló csatában.)
- Szupererő: Hihetetlen tömegeket képes megemelni, anélkül, hogy összeroppanna a rendkívüli súly alatt. Ez is mutatja annak a nagyerejű telekinézisnek a jelenlétét, amely körülveszi a tárgyakat hogy megóvja a külső nyomástól. A fizikai erejének felső határa nem ismert, de ennek a telekinetikus „emelő” tulajdonságnak a birtokában, könnyen elképzelhető, hogy Superman képes 100 000 tonnányi, vagy annál is nehezebb súlyokat megemelni. Az sem kizárt, hogy még ennél is többre képes, ha megfelelő erőállapotban van, és amennyiben felhasználja minden elraktározott energiatartalékát.
- Energiakivetítés: Képes arra, hogy energianyalábokat bocsátson ki szemeiből, amely elérheti a 11 000 Fahrenheit-et (hőlátás). Ez elegendő arra, hogy másodpercek alatt szétolvassza az acélt. Telekinetikus adottságait képes a gyakorlatban is alkalmazni, a képességével, amelyet Ő szuperfújásnak nevez. Ezzel az adottságával egyszerűen eldönti a tárgyakat, vagy hátrataszíthatja őket. Ezt a hatást egy kifelé fújással éri el, de fejlett tüdőkapacitása ellenére sokan mégis úgy gondolják, ez inkább a telekinézisének megnyilvánulása, mintsem tüdőerejének manifesztálódása.
- Szuperérzékek: Felsőbbrendű érzékelési képességekkel bír a mikroszkopikus, teleszkopikus, infravörös, ultraibolya látási tartományokon belül. Nem ismeretes ezen képességeinek pontos eredete, vajon a fizikai mechanizmusának részéhez tartozik-e. Hallása azonos szinten van a legtökéletesebb természetben megtalálható, vagy ember alkotta szenzorokéval. Élességét és pontosságát mi sem jelzi jobban, minthogy 500 méteren belül a suttogást is képes meghallani. Infra- és ultrahang tartományokban is hall. Hogy ezek az érzékek miként működnek ilyen kifinomultan és pontosan, arról szintén nincs kellő információnk.
- Szupergyorsaság: Superman felfokozott reflexreakcióval bír és pusztán akaraterejéből, emberfeletti gyorsasággal képes mozogni. Ugyan nem olyan gyors, mint Flash és saját erejéből nem tudja elérni a fénysebességet, de a világűr „nyílt terepén” repülve képes megközelíteni annak töredékét. Viszont versenyre kelhet a Flash kaliberű hősökkel a szupergyors mozdulatok és reakcióidő tekintetében. Ezt az adottságát arra használja, hogy lefegyverezze támadóit, elkapja még a levegőben a golyókat és repeszeket, valamint hogy nagy távolságokat tegyen meg pillanatok alatt. Látták már a Föld-Hold távolságot kevesebb mint két perc alatt végigrepülni, ami nagyjából 2000 km/s, vagyis a fénysebesség 1%-a. Ennek a képességének a magyarázata mai napig megválaszolatlan.
- Repülés: Superman képes manipulálni a graviton részecskéket egy ismeretlen és nyilvánvalóan öntudatlanul alkalmazott módon, hogy legyőzze a gravitációt. A Föld gravitációja alatt, a molekuláris mozgást kihasználva képes a hangsebességet túlszárnyalni, az atmoszférában akár a Mach 10-et is. Mivel a Föld-Hold távolság lerepülése is csupán perceket vesz igénybe, feltételezhetjük, hogy az atmoszferikus viszonyokon kívül jóval nagyobb sebesség elérésére képes. Képessége a repülése irányítására tökéletes, olyan akrobatikus mutatványokat tud véghezvinni, mint a keringés, hátramenetben való repülés. Hatalmas súlyokat tud megemelni repülés közben. Feltételezések szerint a megemelt tárgyak graviton részecskéit is képes manipulálni.
- Képességeinek forrása: A jelek szerint Superman-nek két elsődleges energiaforrása van. Az első a szervezete, mely specializálódott sejtekből, szervekből áll, melyek primer funkciója a napsugarakból származó energia sokrétű formáinak eltárolása. Ismeretlen, hogy vajon ez a kryptoni fiziológia része, vagy a tudományos biomodifikációk eredménye. Ezeknek a módosított képződményeknek egyike, egy szupersűrű sejtprotein, ami széttöredezik a szervezetben, hogy aztán visszaváltozzon biológiai energiává. Ez a metaprotein táplálja Superman hosszútávú állóképességét és lassan épül újjá. A második energiaforrás Superman bioaurája, ami a természetben valaha ismert leghatékonyabb energiatárolóként működik. A mező folyamatosan felszívja a környezetben elszórt elektromagnetikus energiákat és átalakítja őket sejtproteinné (ezt hívják Meta-ATP-nek). Ennek a metaproteinnek energiáját Superman testének elektromagnetikus aurája nyeli el. Ez a szabad szemmel láthatatlan szerkezet úgy működik, mint egy sugárenergiagyűjtő, ami egy – szorosan a bőrre feszülő – energiamegőrző erőteret teremt, amely képes elnyelni, átalakítani a kozmikus sugárzást (napsugárzás, kozmikus, elektromágneses). A mező által összegyűjtött energia felületén semmilyen elektromágneses „hulladék” nincs. A biomátrix újra feldolgozza ezt a sugárzás által hasznosított energiát.

### Gyengeségek
- Kryptonit: Radioaktív anyag a Krypton magjából, rendelkezik a képességgel, hogy kibillentse az elektromágneses energiákat Superman bioaurájában, ezzel gyorsan semlegesíti a képességeit. Ha elég ideig van kitéve sugárzásának, a kryptonit képes megölni Supermant, hogy „kényszeríti” testét a veszélyes anyag metabolizására, ami végül megmérgezi őt (mint a „Képességeinek forrása” részben le lett írva, Superman teste elnyeli a különböző sugárzásokat). Továbbá sebezhető azokkal a radioaktív energiákkal szemben, melyek egyedi sugárzása ahelyett hogy táplálná bioauráját, inkább károsítja szervezetét.
- Mágia: Superman biomátrixa a legerősebb pontja, ugyanekkor a mező ereje jelentheti legnagyobb gyengeségét is. A mezőnek van bizonyos permeabilitása (áteresztőképessége), ezért egyes hullámtartományok sebezhetővé tehetik a különféle sugárzásokkal szemben. Különös tekintettel a mágikus energiák azok, melyek kaotikus, elektromágneses vagy extradimenzionális hatásai „széttéphetik” az erőterét. Superman sebezhetősége a mágia különböző formáira, a varázslatok speciális hatásaiban rejlik. A jelek szerint nincs olyan mágia, mely képes lenne közvetlen elpusztítani Őt, kivéve hogyha az félisteni vagy isteni forrástól ered. A mágiának kiszámíthatatlan hatásai lehetnek Supermanre, ezért a mágikus hatalommal bíró ellenfelei gyakran a legveszedelmesebbnek is bizonyulnak.
- Nagyenergiájú támadások: Bizonyos részecskék hullámhosszának nagyenergiájú sugárzása szintén képes megsebezni Supermant, azzal hogy túlterheli az erőterét egy bizonyos ponton. Ezen oknál fogva képesek megsebezni a nagyenergiájú fegyverek, amilyen például a lézer vagy plazmafegyver. A kinetikus fegyverek is elegendőek arra, hogy túlterheljék az erejét.

## Mellékszereplők
Segítők:
- Lois Lane Superman szerelme és későbbi felesége
- Batman először ellenségek voltak, azonban végül barátok lettek.
- Supergirl később kerül a Földre, Superman kriptoni unokatestvére.
- Lara Superman anyja
- Jor-El Superman apja kriptoni tudós
- Wonder Woman Superman Ligás társa egykori szerelme, de végül az Acél Ember Loist választja helyette. Ettől még barátok maradnak.
- Jonathan Kent Superman mostohaapja
- Martha Kent Superman mostohaanyja
- Shazam Superman erejét megközelítő hatalmú Liga Tag
- Damian Wayne/ Robin ő felnéz Supermanre úgy ahogy Batmanre is
- Éjszárny az első Robin sokszor segít Supermannek
- Dr Sors Mágus aki segít Supermannak mágikus ellenfelek ellen. Liga tag.
- Zöld Lámpás Superman barátja és kollégája a Ligán belül
- Flash Superman Ligás társa akivel sokszor versenyeznek
- Perry White Superman alteregójának Clark Kentnek a főnöke a Daily Plante szerkesztőségnél.
- Krypto Superman kutyája aki szintén tud repülni és van hőlátása amivel megpirítja a macskákat
- Jimmy Olsen Fiatal riporter aki Clark és Lois jó barátja
- Superboy Superman fiatal klónja
- Steel ő egy tudós aki Superman alakú acél ruhát visel

Gonoszok:
- Lex Luthor Superman ősellensége. Milliárdos feltaláló és megakarja ölni Supermant mivel az Acél Embert az emberek jobban szeretik mint őt.
- Brainiac/ Agykeselyű Egy Gonosz Android aki elárulta a Kripton Bolygót és az Univerzum összes bolygóját össze akarja gyűjteni, köztük a Földet is.
- Bizarro Superman klónja akit Lex Luthor csinált azonban alkalmatlan volt a feladatra így Luthor kirúgta. Nem feltétlenül gonosz csak nagyon ostoba ezért sok galibát okoz amit az Acél Embernek kell kijavítania
- Darkseid Superman legerősebb ellensége Apokolipsz Zsarnok és a Gonoszság Istene. Bár ő hozza ki Supermanből a legrosszabbat, de inkább az Igazság Liga főellenségének tekintendő.
- Doomsday/ Végitélet Ő Darkseid után Superman második legerősebb ellenfele. Ő volt az a szörny aki megölte Supermant. Darkseid később leklónozta, de ezek messze nem voltak olyan erősek, mint az eredeti.
- Zod Tábornok ő Superman apjának régi haragosa régen Kripton tábornoka volt, de elárulta kriptont azonban Jor-El végül megállította és ezért a Kriptoni Nagy Tanács száműzte őt a Fantom zónába. Kripton pusztulása után visszatért és, hogy megbosszulja a fogságot megpróbálja megölni Kal-Elt Jor-El fiát
- Lobo űrbéli fejvadász és csibész, bár inkább antihős azért szeret egyszer kétszer behúzni Supermannak
- Cyborg Superman/ Kiborg Superman Superman utánzat ám valójában Darkseid kéme akinek célja, hogy meghódítsa a földet
- Joker bár Batman főellensége. Azonban szeret Superman idegeire menni
- Kalibak Darkseid fia aki sokszor megpróbálta megölni Supermant, de kudarcot vallott
- Black Adam Shazam ősellensége, de Supermant is szívesen megveri
- Parazita egy folyadék miatt képes elnyelni emberek (köztük Superman) erejét, de a gyengeségeiket is. Ezért Superman mindig legyőzi.
- Metallo egy kiborg akinek egy óriási kriptonit a szíve
- Mongul világhódító, aki gyakran harcol Supermannel és Zöld Lámpással
- Solomon Grundy egy zombi aki sokszor küzd Supermannal
- Ultra Man Superman alternatív gonosz énje egy másik dimenzióból.
- Mr Mxyzptlk egy 5 Dimenziós Manó akinek erejéhez képest Superman egy halandó (persze Superman is egyszer megerősödik, hogy még mxyzptlket is legyőzi) . Ezért kedvenc szórakozása bosszantani Supermant, de Superman mindig túljár az eszén.

## A szereplő születése
Superman alkotóinak Joe Shusternek és Jerry Siegelnek hosszú utat kellett bejárniuk, amíg megalkották és híressé tették a karaktert. Siegel és Shuster először egy kopasz, telepatikus képességekkel megáldott világhódító bűnözőt alkotott meg, aki a Science Fiction #3-ban jelent meg először a The reign of the Superman c. sztoriban, melyet Siegel adott ki 1933-ban.
Siegel még ugyanebben az évben újraértelmezte figuráját, mint hős, aki igen kevés hasonlóságot tanúsított korábbi névrokonával. Ezután elkezdte hat évig tartó keresését, hogy kiadót találjon. Superman nevű hősüket beajánlották a Consolidated Books-hoz publikáltatni, akik – annak ellenére, hogy írtak vissza nekik egy bátorító levelet válaszként – kiadni soha nem adták a történetüket. Shuster ezt annyira szívére vette, hogy dühében elégette a képregényét, egyedül a borítója úszta meg, amit Siegel mentett ki a tűzből.
1934-re újból felújították a szereplőt, még hősiesebb jellemet kapott, olyan mitológiai hősök után mintázva, mint Herkules, vagy Sámson, aki az igazság érdekében és a zsarnokság ellen harcol. A hős Superman számos korábbi „ponyvaakcióhős” tulajdonságát és jellegzetességét megkapta, így a „Man of Steel” – Acélember jelző is valójában a Doc Savage, Man of Bronze (Bronzember) elnevezésen alapszik, akinek sok más elemét is felhasználta a szerzőpáros (például A Fortress of Solitude is elvileg Doc Savage nevéhez fűződik). Edgar Rice Burroghs népszerű figurája, John Carter pedig Superman-éhez hasonló tulajdonságokkal rendelkezett. Ő is hatalmas távolságokra volt képes ugrani, hiszen a Marsnak – lévén kisebb, mint a Föld – más a gravitációja is továbbá emberfeletti erővel bírt. Ebben a fázisban kapta meg Superman jellegzetes kosztümét is, amit úgy terveztek hogy „olyan ruha, melynek egy nagy S van a mellkasán és olyan színpompás, megkülönböztető jellegű, amilyen csak lehet”. A kosztümöt részben a ponyvairodalmakban bemutatott űrbeli szereplők szerelése és részben a tradicionális cirkuszi erőművészek jellegzetes ruhája alapján készült. A köpenyről azt mondták, azért kellett, hogy ne legyen a hősnek viktoriánius jellege, Gary Engle úgy jellemezte, hogy „példátlan a populáris kultúrában”. A nadrág felett hordott alsónadrág megannyi jövőbeli szuperhős szerelésére volt jellemző akkoriban. Ez volt Superman harmadik verziója, aki rendkívüli fizikai képességeket kapott, ami éles ellentétben állt a bűnözőnek tervezett első Superman mentális adottságaival.
Annak ellenére, hogy akkorra már jelentős mennyiségben szállították az újságuk anyagait a kiadóknak, különösen a Malcolm–Wheeler–Nicholson National Allied Publishing nyomdába, úgy gondolták történetüket képregénycsík formátumban jelentetik meg, nem pedig hosszú terjedelmű képregény formájában, amilyenre eredetileg tervezték. Bemutatták mind Max Gaines-nek, aki elutasította őket, mind pedig a United Features Syndicate-nek, akik kezdetben valóban lelkesek voltak, később azonban ők is visszakoztak, ahogy azt egy 1937. február 18-án címzett levél is tanúsítja. Később azonban (Les Daniels megfogalmazásában) „az események hihetetlen módon kitekert fordulataként” Max Gaines felmondott a Wheeler–Nicholson nyomda fő attrakciójának készülő Action Comics-nál. Vin Sullivan, az új kiadvány szerkesztője írt a szerzőpárosnak, a képregényüket kérve tőlük, amit sürgősen hosszabb képregényformátumba kellett önteniük, ami nyolc panelt jelent oldalanként. Ők elutasították ezt, hogy véghezvigyék másik ötletüket, hogy oldalelrendezéssel (akkortájt egyedi képregényrajzolói technikával) készíthessék el, amit Siegel az Action Comics #1 borítóján levő képpel azonosított.
1939-ben útjára indították a Superman nevével jelzett sorozatot is. Az első számok főleg az Action Comics történeteinek újranyomásai voltak, ennek ellenére hatalmas sikereket ért el. Akkoriban Siegel és Shuster készített el minden kiadott részt. Siegel írta őket, míg Shuster illusztrálta, akiben mély benyomást keltett Roy Crane, képregényrajzoló munkássága. „Shuster készítette a legtökéletesebb régi stílusú képregényrajzokat, a munkája egyenes volt, ugyanekkor nyers és erőteljes, könnyű olvasni, akárcsak egy diagramot” (Feiffer, The Great Comic Book Heroes 1965).
Később azonban Shusternek erősen romlani kezdett a látása, de ahogy figurájuk egyre nagyobb népszerűségre tett szert, egyre több történetre volt igény, ez nagy megterhelést jelentett számára. Ezért kellett megalakítani egy stúdiót, ahol Shuster csak rajzolói asszisztensként dolgozott, bár ahhoz ragaszkodott hogy a stúdióban elkészült minden egyes Superman arcát ő rajzolhassa. A stúdión kívül Jack Burnley kezdte borítókkal és történetekkel ellátni őket 1940-től. Wayne Boring, aki elvileg alkalmazott volt a stúdióban, elkezdett a DC-nek dolgozni saját szakállára, azzal hogy oldalakat gyártott mind az Action Comics, mind a Superman képregényekhez.
Ezzel az írói feladatok megoszlottak. 1939 végétől, egy új szerkesztői gárda felügyelte a hős kalandjait, Whitney Ellsworth, Mort Weisinger és Jack Schiff személyében. Az új gárda hozta magával Edmond Hamiltont, Manly Wade Wellmant és Alfred Bestlert, a megalapozott háttérrel rendelkező sci-fi-írókat. 1943 után Don Cameron és Alvin Schwartz csatlakozott az írókhoz, ahol Schwartz Wayne Boringgal társult hogy együtt dolgozzanak az 1939-ben Siegel és Shuster által elindított Superman képregényen.
Siegel és Shuster eladták teremtményük jogait kerek 130 dollárért és szerződést kötöttek, miszerint ők látják majd el kiadót Superman anyagokkal. A Saturday Evening Post 1941-ben megírta, hogy a párosnak mindössze a Detective Comics-ból befolyó összeg egy töredékét fizették ki. Siegel és Shuster újra tárgyalásba fogott a kiadóval, ennek ellenére később (1947-ben) Siegel beperelte őket Superboy jogai miatt, amit az engedélyük nélkül adott ki a kiadó. A Detective Comics azon nyomban kirúgta őket és elvette a részesedésüket a történetektől. Ennek a háborúskodásnak 1948-ban lett vége, mikor a kiadó végre megfizette őket Superboy jogaiért, miután megnyerték az ügyet a bíróságon, de arra nem voltak hajlandóak, hogy újra alkalmazásba vegyék a párost.

## Superman-szerepben

Superman szerepében Christopher Reeve

### Superman (animációs rövidfilmek, 1941)
A Dave Fleischer rendezésében készült, 1941. szeptember 26-án bemutatott, epizódonként 10 perces animációs sorozatot Oscar-díjra jelölték 1942-ben.

### Superman (moziszéria)
1948-as első filmfeldolgozás. A 15 részre bontott történetben Supermant Kirk Alyn, Lois Lane-t Noel Neill játszotta.

### Atom Man vs. Superman (moziszéria)
A szintén 15 részes folytatást 1950-ben mutatták be. A szereplő gárdához csatlakozott Lyle Talbot (Lex Luthor).

### Superman (sorozat)
A televízióban először 1951-ben tűnt fel sorozatként George Reeves főszereplésével. 104 epizódot élt meg 1951-1958 között. A sorozat önállóan kezelt bevezetőrésze a Superman és a Vakondemberek (Superman and the Mole Men).

### The Adventures of Superboy (sorozat)
Televíziós sorozat, amely Superman fiatal korában játszódik. 1961-ben sugározták, és 13 részt élt meg. Superboyt John Rockwell alakította.

### Superman (mozifilm)
Az acélember 1978-ban tűnt fel a mozikban Christopher Reeve-vel a főszerepben. A film hatalmas sikert aratott, 3 Oscar-díjra is jelölték. A Szaturnusz-díjat, ami a Sci-fi Oscarnak felel meg, el is nyerte. Érdekesség, hogy a film történetét Mario Puzo írta, a moziplakátokon pedig Marlon Brandóval (Jor-El szerepében) és Gene Hackmannal (Lex Luthor szerepében) népszerűsítették a filmet. A film mottója a „You'll Believe a Man Can Fly!” (Hinni fogod, hogy egy ember tud repülni!) volt.
A filmet televíziós bemutatásra többször is újravágták, valamint van rendezői változata is.

### Superman II (mozifilm)
A film folytatását 1980-ban mutatták be. A film nagy részét ugyanaz a Richard Donner rendezte, aki az első filmet. De őt elbocsátották a film producerei, mivel ők vígjátékot szerettek volna készíteni. A rendező nevét végül is nem írták ki a készítők névsorára (bár statisztaként feltűnik). A színészek ezért a producerek ellen fordultak, ezért nem tért vissza Gene Hackman a harmadik részben, és ezért játszik ott kis szerepet a Lois Lane-t alakító Margot Kidder. A film rendezését Richard Lester fejezte be. A filmet televíziós bemutatásra többször is újra vágták, valamint van egy Richard Donner-féle rendezői változata is.

### Superman III (mozifilm)
1983-ban mutatták be a harmadik mozifilmet. Ez a film a producerek elképzelésének köszönhetően több komikus elemet tartalmaz, elsősorban a Richard Pryor által alakított Gus Gorman figurája révén.

### Superman IV: A sötétség hatalma (mozifilm)
1987-ben mutatták be. Ezt a filmet más producercsapat készítette, visszatért az eredeti szereplőgárda.

### Az ifjú Superman kalandjai (The Adventures of Superboy) (sorozat)
A mozifilmeket egy tv-sorozat követte 1988-ban. Superman (Superboy) főiskolás kalandjait mutatja be.
Superboy-t John Haymes Newton (1. évad) és Gerard Christopher, Lana Langot Stacy Haiduk játszotta. 1992-ig futott

### Lois és Clark: Superman legújabb kalandjai (sorozat)
Ismét egy tv-sorozat következett 1993-ban: Lois és Clark: Superman legújabb kalandjai. Superman szerepében Dean Cain tűnt fel, míg Lois Lane-t Teri Hatcher alakította. A sorozat egészen 1997-ig futott. Az első évad Superman Lex Luthor ellen vívott küzdelmét mutatja be. Ő majd visszatér egy másik évadban.

### Smallville (sorozat)
2001-ben a CW Television Network műsorra tűzte a Tom Welling főszereplésével készült Smallville című Superman-adaptációt, amely Clark Kent fiatal, tinédzserkori életét, kalandjait mutatja be: hogyan vált egy szuperképességekkel rendelkező farmerfiú a világ megmentőjévé. A Smallville hatalmas népszerűségre tett szert. Többször elnyerte az Emmy-díjat és más kitüntetéseket is magáénak tudhat. A sorozat 2011. május 13-án fejeződött be.

### Superman visszatér (Mozifilm)
2006-ban Bryan Singer, a nagyszerű képregényeket megfilmesítő rendező megalkotta A Superman visszatér című filmet (főszerepben Brandon Routh), amely egyúttal a 2004-ben elhunyt Christopher Reeve-nek állít emléket. Bár modernebb környezetben játszódik, az első két mozifilmet tekintette a történet kiindulási alapjának, a III. és IV. rész eseményeit viszont figyelmen kívül hagyta.

### Man of Steel (Acélember)
2013-as mozifilm, ami Superman visszatér-el ellentétben nem egy folytatás, hanem egy „Reboot” mozifilm. Most Superman/Clark Kent főszerepét Henry Cavill formálja meg.

### Nem angol nyelvű feldolgozások
Létezik egy 1979-es török (Süpermen dönüyor) és egy 1987-es indiai feldolgozás is.

### Spin off filmek
Supergirl
Ez az 1984-es film a Christopher Reeve-féle filmek szériájába tartozik. Bár Christopher Reeve jelenete végül kimaradt. Supergirl-t Helen Slater alakította. Érdekessége, és egyetlen kapcsolata a Superman filmekkel, hogy ebben is feltűnik Mark McClure, Jimmy Olsen szerepében. McClure egyébként az egyetlen olyan színész, aki öt Superman témájú filmben is szerepelt.
Acélzsaru (Steel) 1997-es film John Henry Irons történetét mondja el. A főhőst Shaquille O'Neal alakítja. Bár az Acélzsaru egy Superman-szereplő, Supermanről nem történik említés. (Megjegyzés: a magyar képregényben az Acélzsarut Acélembernek, az egyik rajzfilmben egyszerűen Acélnak fordították.)

## A Holnap embere a populáris zenében
Superman számos zenésznek, zeneszerzőnek adott ihletet, többek közt Donovannak („Sunshine Superman”), vagy a Genesisnek („Land of confusion”).
Egyéb zeneszámok Supermanről: Five For Fighting – Superman (It's Not Easy); Ryan Shupe & The Rubberband – Even Superman.

## Superman paródiák
1942-ben készült el a „Mighty Mouse” című animációs film, mely a Superman-történetet dolgozza fel, melyben a főhős a világot megmentő szuper egér. Majd 1943-ban a Bolondos dallamok Tapsi Hapsija Super-Nyúlként jelent meg a vásznon.
1969-ben a Monty Python Repülő Cirkusza 3. epizódjának egyik jelenete volt a Biciklijavító (Bicycle Repair Man). Egy olyan világban játszódik, ahol Supermanek a civil emberek, de egyikük, F.G. Superman titkos énje a Biciklijavító, aki akkor jelenik meg, ha valakinek baj éri a kerékpárját. A jelenetben kifigurázták a Superman animációs sorozat jellegzetes mondatait is.

## Superman képregények Magyarországon
Superman először a Batman 1990/4-es számában vendégszerepelt. Ugyanezen újság 1990/6-os száma előzetest közölt a nem sokkal ezután indult Superman-sorozatról. A hős önálló szériája 1990. és 1992. júniusa között futott, 18 részt élt meg. A címet ezután összevonták a Batmannel, az új képújság elnevezése Superman és Batman lett. 1992 júliusában jelent meg a sorozat 1. száma, s 2001 decemberében pedig az utolsó. Kéthavonta jelent meg az újság, amely összesen 57 számot élt meg.
Superman szerepelt a Csodálatos Pókember lapjain is a DC és a Marvel kiadó két közös történetében. Mindkét történetből két rész a Pókemberben (65-66; 69-70), két rész pedig a Superman & Batman (14-15; 16-17) lapjain jelent meg.
A Superman és Batman újság megszűnését követően önálló Superman-képregények nem jelentek meg hazánkban. A kryptoni hős azonban felbukkant a Képes Kiadó Batman köteteiben (Batman: Hush) valamint a Superman és Batman: Supergirl-Egy lány a Kripton bolygóról című műben. Az acélember ugyancsak szerepel a Képes Kiadó 2010-ben indult új sorozatában, Az Igazság Ligája kalandjaiban is.

## Superman és a marketing
1938-as debütálása óta számos kiadást megélt a szereplő, több különböző formában és sztoriban van jelen (média, mozi, zene, képregények, különböző termékek). Több mint 300 licenc partnere van világszerte, és ez a program minden termékkategóriát átölel a játékoktól a BTS és ruházati termékekig. A legerősebb fiú/férfi licencprogram a világon, olyan kulcspartnerekkel rendelkezik, mint:
- Burger King,
- Pepsi Co./Mirinda,
- Kellogg’s,
- KFC

## Népszerűség
A szereplő megszületése óta több mint 60 év telt el, és ennek ellenére Superman népszerűsége töretlen.

A sztárok is előszeretettel használják a logót, olyanok, mint Ben Stiller, Shaquille O’neil, sőt, supergirlök is akadnak szép számmal. Bon Jovi pl. a bal vállán hordja tetoválásként a Superman mellkasán lévő szimbólumot.

## Érdekesség
Supermant a képregények szerint csak egyetlen dolog tudja elpusztítani: a kriptonit, vagyis a képzeletbeli nátrium-lítium-boroszilikát-hidroxid, némi fluortartalommal. A fluortartalmat leszámítva épp ilyen ásványra bukkantak a kutatók 2007 áprilisában Szerbiában. A valódi ásvány neve azonban nem lehet kriptonit, mert nincs köze a kripton nevű nemesgázhoz, így lelőhelye, Jadar után a jadarit nevet kapta.
Nevének „El” végződése – ami Istent (más fordításban urat) jelent – megtalálható az Arkangyalok nevében is (GabriEL, MichaEL).
Superman történetét sokan Mózes történetének feldolgozásának tartják. Mindkettejüket mások nevelték, valamint Superman kriptoni neve, Kal-El héberül azt jelenti Isten hajója (talán utalás a mózeskosárra)
Ezt a feltevést Superman alkotói sose cáfolták, vagy erősítették meg.
Shuster élete utolsó interjújában elárulta, hogy Clark Kent megjelenését részben saját magáról, részben pedig a mozisztár Harold Lloyd-ról mintázta, míg Superman-ét Douglas Fairbanks-ről. Lois Lane kinézete pedig Joanne Carter mintájára készült, aki később feleségül ment Siegelhez. Metropolis felhőkarcolóit Toronto épületei ihlették meg és az újság, ami Clark Kentet alkalmazta először Daily Star volt a Toronto Star után, ahol gyerekkorában volt újságosfiú.